# Bauhinia gracillima
Bauhinia gracillima là một loài thực vật có hoa trong họ Đậu. Loài này được (de Wit) Cusset miêu tả khoa học đầu tiên.